# Cordeaux River
Der Cordeaux River ist ein Fluss im Osten des australischen Bundesstaates New South Wales. Er ist ein Nebenfluss des Nepean River, der in den Hawkesbury River mündet.

## Verlauf
Die Quelle liegt an den Westhängen des Küstengebirges von New South Wales bei Kembla Heights, etwa zehn Kilometer westlich von Wollongong. Der Oberlauf des Flusses wird zum Lake Cordeaux angestaut. Unterhalb der Staumauer fließt der Fluss in nordwestlicher Richtung, wo er südlich von Wilton den Avon River aufnimmt. Rund ein Kilometer unterhalb dieser Mündung mündet der Cordeaux River in den Nepean River. 
Insgesamt ist der Fluss etwas mehr als 28 Kilometer lang.
Er ist eine bedeutende Wasserquelle für den Großraum Sydney. Das Wasser wird in den vier Stauseen des Upper-Nepean-Systems gesammelt.